# Квалификације за Светско првенство у кошарци 2023 - ФИБА Европа
Квалификације за Светско првенство у кошарци 2023. је  квалификационо такмичење за Светско првенство 2023. које ће се одржавати у Индонезији, Јапану и на Филипинима, организовано од стране Међународне кошаркашке федерације ФИБА и од контролног органа кошарке у Европи ФИБА Европа. Такмичење је почело на зиму 2020. године и завршава се на зиму 2023. године. Ниједан тим није аутоматски отишао на Светско првенство, тако да се све репрезентације морају такмичити у квалификацијама.

## Формат такмичења
ФИБА Европа је добила 12 места на Светском првенству. На квалификационом турниру учествоваће укупно 39 тимова који припадају ФИБА-и Европе. Квалификације су се састојале из следећих фаза:
- Претквалификације:
- Прва фаза: Учествовало је осам репрезентација које се нису директно пласирале на квалификације за Евробаскет 2022.
- Друга фаза: Четири репрезентације из претходне рунде и осам репрезентација које су елиминисане из квалификација за ЕвроБаскет 2022. Репрезентације које су напредовале из претходне рунде распоређене су у шешир 3, док су репрезентације који су елиминисане из квалификација за ЕуроБаскет 2022. распоређене у шешир 1 или 2, према ФИБА ранг листи. Аустрија се повукла пре почетка такмичења, а замена је Луксембург.
- Квалификације:
- Прва фаза: 24 репрезентације које су се квалификовале за Евробаскет 2022. и осам репрезентација које су прошли из претквалификација били су подељени у осам група од по четири репрезентација у свакој групи. У други круг пласирале су се по три најбоље репрезентације из сваке групе.
- Други фаза: 24 најбоље пласиране репрезентације из првог круга образоване су нове, четири групе од по шест репрезентација у свакој групи, а резултати се преносе из првог круга. По три најбоље пласиране репрезентације из сваке групе су се квалификовале на Светско првенство.

## Предквалификације
Тимови који се нису пласирали на квалификације за Евробаскет 2022. учествовали су у претквалификационој рунди.

### Прва фаза такмичења

#### Жреб
Жреб је одржан 29. октобра 2019. године, а шешири су били засновани по ФИБА светској ранг листи за мушкарце.
| Репрезентација | Поз. |
| -------------- | ---- |
| Исланд         | 46   |
| Белорусија     | 52   |

| Репрезентација | Поз. |
| -------------- | ---- |
| Португалија    | 61   |
| Словачка       | 68   |

| Репрезентација | Поз. |
| -------------- | ---- |
| Косово         | 69   |
| Кипар          | 78   |

| Репрезентација | Поз. |
| -------------- | ---- |
| Луксембург     | 86   |
| Албанија       | 109  |

Због пандемије Ковид-19, свака група је своје мечеве у новембарском прозору играла на једном месту. Исто је урађено и за мечеве у фебруару 2021. године.
Сва времена су локална.

## Спољашњи извори
- Званични веб-сајт Светског првенства 2023.
- Званични сајт ФИБА Европе